# Josef Hlávka
Josef Hlávka, né le 15 février 1831 à Přeštice et mort le 11 mars 1908 à Prague, est un architecte et philanthrope tchèque. 
Il est le fondateur de la plus ancienne fondation tchèque pour les sciences et les arts.

## Biographie
Il est le deuxième fils du maire Antonín Hlávka et de son épouse, Anna née Stachová, issu d'une famille noble. Après avoir terminé ses études secondaires à la Realschule de Prague, il étudie l'ingénierie générale et structurelle à l'École polytechnique de Prague (aujourd'hui l'Université technique tchèque de Prague), de 1847 à 1851. Il passe ensuite trois ans à étudier l'architecture à l'Académie des beaux-arts de Vienne. Il fait ensuite un apprentissage de maçon dans l'entreprise de Franz Schebek, où il devient chef de bureau en 1855. Son premier projet est un monument funéraire pour l'épouse de Schebek.
L'année suivante, il reçoit une bourse pour un voyage d'études de trois ans à travers l'Europe. À la fin de ce voyage, il choisit de s'installer à Vienne. À sa retraite, Schebek lègue son entreprise à Hlávka. Un contrat de construction réussi pour la nouvelle église lazariste établit sa réputation. Au cours des années suivantes, il reçoit plus de 140 commandes de travaux privés, ainsi que plusieurs projets publics, dont l'Opéra national de Vienne. En 1864, il commence la construction de la « Résidence des métropolites de Bucovine et de Dalmatie » à Czernowitz, classée depuis au patrimoine mondial de l'UNESCO.
Il se fait également connaître comme conservateur et est nommé conservateur à la Commission centrale autrichienne des monuments. En 1866, il devient membre de l'Académie. Ses nombreux engagements lui imposent un emploi du temps chargé, une dépression nerveuse en 1869 et une paralysie progressive des jambes. Il est contraint d'abandonner son entreprise en 1873 et de s'installer dans une propriété à Lužany, propriété originelle de sa mère, non loin de sa ville natale.
Confiné dans un fauteuil roulant, il se consacre à la promotion des sciences et des arts tchèques. En 1880, il est suffisamment rétabli pour reprendre ses activités publiques. Sa femme, Marie, meurt de tuberculose en 1882. Il se remarie quelques années plus tard avec Zdenka Havelková, pianiste et chanteuse qui l'aide à promouvoir les arts. Son domaine, qu'il reconstruit progressivement, devient un lieu de rencontre populaire pour divers écrivains et compositeurs. Antonín Dvořák est un ami proche et compose sa Messe en ré majeur pour célébrer l'inauguration d'un nouveau château à Lužany,. 
À la fin des années 1880, il lance une campagne pour la création d'une académie des arts et des sciences. Grâce à cette initiative et à d'importants dons, l' Académie royale des sciences, des lettres et des arts de Bohême Empereur François-Joseph est fondée en 1890 et ouvre ses portes en 1891. Elle existe, sous différents noms, jusqu'en 1952. Hlávka en est le premier président. Dans les années suivantes, il fait de généreux dons à plusieurs instituts et fondations, notamment pour la création d'une résidence universitaire destinée aux étudiants doués mais défavorisés.
Il s'implique également en politique ; il est élu à la Chambre des députés du Reichsrat en 1883, représentant le « Vieux Parti tchèque » (officiellement le Parti national). Il en devient membre à vie en 1891, nommé par l'empereur François-Joseph Ier.
Il reste sans descendance de ses deux mariages. À la mort de Zdenka, en 1904, il fait don de toute sa fortune pour créer la Fondation Josef, Marie et Zdenka Hlávka. Celle-ci survit au régime communiste, seule fondation précommuniste à avoir survécu, et se consacre toujours à la promotion de la culture intellectuelle du peuple tchèque. 
Il meurt des suites d'une courte maladie en 1908 et est inhumé dans une tombe familiale de sa propre création.